# Chinagate

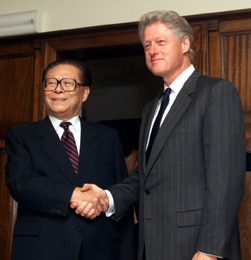
Stretta di mano tra il Presidente cinese Jiang Zemin e quello americano Bill Clinton

Il Chinagate fu uno scandalo che si svolse durante la campagna elettorale per le elezioni presidenziali negli Stati Uniti d'America del 1996 e consistette nel presunto tentativo, da parte della Repubblica Popolare Cinese, di condizionare la politica interna americana prima e durante l'amministrazione Clinton. Coinvolse inoltre le pratiche di finanziamento dell'amministrazione stessa.
Mentre alcune questioni riguardanti le pratiche di finanziamento del Partito Democratico emersero in un articolo del Los Angeles Times del 21 settembre 1996 il presunto ruolo della Cina nella questione ottenne visibilità quando Bob Woodward e Brian Duffy del Washington Post scrissero che un'inchiesta del Dipartimento di Giustizia degli Stati Uniti sulle attività di finanziamento aveva scoperto che alcuni agenti del governo cinese avrebbero tentato di dirigere alcuni contributi provenienti dall'estero verso il comitato elettorale democratico prima delle elezioni del 1996. I giornalisti scrissero inoltre che le informazioni dell'intelligence rivelavano che l'ambasciata cinese di Washington veniva usata per coordinare i contributi ai Democratici in violazione delle leggi americane che vietano ai cittadini stranieri di effettuare donazioni economiche ai politici e ai partiti statunitensi. Il governo della Repubblica Popolare Cinese rigettò ogni accusa.
Diciassette persone furono arrestate per frode o per aver convogliato fondi stranieri nelle elezioni americane. Alcuni di questi arresti colpirono amici di lunga data di Clinton e Gore o persone loro vicine politicamente.